# Characodon lateralis
El mexcalpique arcoíris (Characodon lateralis) es una especie de pez actinopeterigio de agua dulce, de la familia de los goodeidos.

## Biología
Son peces de tamaño pequeño, con una longitud máxima descrita de 4 cm en machos y 5,5 cm en hembras. Como el resto de especies de la familia son peces vivíparos, con un periodo de gestación de unos 55 días, tras el nacimiento alcanza la madurez en un periodo de 5 meses.

## Distribución y hábitat
Se distribuye por ríos de América del Norte, en las cuencias fluviales del estado de Durango, en México. Son peces de agua dulce subtropical, de comportamiento demersal, que prefieren aguas de pH cercano al neutro y temperaturas entre 18 °C y 27 °C, habita los manantiales claros con crecimiento de plantas, donde se alimenta de algas.